# Catillaria erysiboides
Catillaria erysiboides är en lavart som först beskrevs av William Nylander och som fick sitt nu gällande namn av Thore M. Fries. 
Catillaria erysiboides ingår i släktet Catillaria och familjen Catillariaceae. Arten är reproducerande i Sverige. Inga underarter finns listade i Catalogue of Life.